# Robert Majer
Friedrich Robert Majer (* 22. Dezember 1857 in Trossingen; † 15. November 1944 in Gaildorf) war ein württembergischer Oberamtmann.

## Leben
Majer, Sohn eines Gerichtsnotar und evangelischer Konfession, studierte nach dem Abitur 1877 am Gymnasium Ellwangen von 1877 bis 1882 Regiminalwissenschaften in Tübingen und München. Seit 1877 war er Mitglied der Studentenverbindung Landsmannschaft Ghibellinia Tübingen. Er legte 1882 die erste und 1883 die zweite höhere Dienstprüfung ab.
1883 trat er in die württembergische Innenverwaltung ein. Er war zunächst Aktuariatsverweser beim Oberamt Ravensburg, danach von 1884 bis 1887 stellvertretender Amtmann beim Oberamt Ehingen und dann von 1887 bis 1892 Amtmann beim Oberamt Öhringen. Vn 1892 bis 1897 hatte er eine Expeditorstelle beim Verwaltungsrat der Gebäudeversicherungsanstalt mit dem Titel Sekretär.
Von 1897 bis 1924 leitete er als Oberamtmann das Oberamt Gaildorf, seit 1908 mit dem Titel und Rang Regierungsrat. 1924 trat er in den Ruhestand.

## Ehrungen
- 1905: silberne Karl-Olga-Medaille
- 1911: silberne Hochzeitsmedaille
- 1913: Ritterkreuz 1. Klasse des Friedrichs-Ordens

## Nachweise
1. ↑  Landsmannschaft Ghibellinia Tübingen (Hrsg.): Jubiläumsausgabe der Mitteilungen aus der Ghibellinia zum 120. Stiftungsfest, Stuttgart 1965, Seite 22.

| Personendaten    | Personendaten                                |
| ---------------- | -------------------------------------------- |
| NAME             | Majer, Robert                                |
| ALTERNATIVNAMEN  | Majer, Friedrich Robert (vollständiger Name) |
| KURZBESCHREIBUNG | württembergischer Oberamtmann                |
| GEBURTSDATUM     | 22. Dezember 1857                            |
| GEBURTSORT       | Trossingen                                   |
| STERBEDATUM      | 15. November 1944                            |
| STERBEORT        | Gaildorf                                     |